# Erannis brunneomarmorata
Erannis brunneomarmorata är en fjärilsart som beskrevs av Barend J. Lempke 1952. Erannis brunneomarmorata ingår i släktet Erannis och familjen mätare. Inga underarter finns listade i Catalogue of Life.